# دئوکسی‌آدنوزین دی‌فسفات
دئوکسی‌آدنوزین دی‌فسفات (به انگلیسی: Deoxyadenosine diphosphate) با فرمول شیمیایی C۱۰H۱۵N۵O۹P۲ یک نوکلئوزید دی‌فسفات با شناسه پاب‌کم ۶۲۰ است که جرم مولی آن ۴۱۱٫۲۰۱۷۲۲ g/mol می‌باشد. 